# Wish I Was Here
Wish I Was Here är en amerikansk dramafilm från 2014 i regi av Zach Braff som även har skrivit filmens manus tillsammans med sin bror Adam Braff. I rollerna finns bland andra Zach Braff, Josh Gad, Ashley Greene, Kate Hudson, Joey King och Mandy Patinkin. Filmen hade premiär 18 januari 2014 på Sundance Film Festival.
För att finansiera filmen startade Braff en insamling på Kickstarter och fick in $3,1 miljoner från 46 520 personer.

## Handling
Wish I Was Here handlar om den misslyckade skådespelaren Aidan Bloom (Braff) som är gift och har två barn. När barnen måste lämna sin privatskola går han med på att hemundervisa sina barn och beslutar sig för en ny variant av lärande. Genom att lära sina barn om livet, lär han även känna sidor av sig själv som han inte visste fanns.

## Rollista
- Zach Braff – Aidan Bloom
- Kate Hudson – Sarah Bloom
- Joey King – Grace Bloom
- Pierce Gagnon – Tucker Bloom
- Mandy Patinkin – Gabe Bloom
- Josh Gad – Noah Bloom
- Ashley Greene – Janine
- Jim Parsons – Paul
- Donald Faison – Anthony
- Phill Lewis – Nerd
- Leslie David Baker – Skådespelare vid audition
- James Avery – Skådespelare vid audition
- Mark Thudium – Terry
- Bob Clendenin – Försvarsadvokat